# Alucard
Alucard – fikcyjny bohater mangi i anime Hellsing. Wampir na usługach Organizacji Hellsing, jego mistrzynią jest Integra Hellsing. Najsilniejszy przedstawiciel gatunku wampirów. 
Jako człowiek, Alucard był znany jako władca Wołoszczyzny, legendarny Wład Palownik – choć jest to wspominane co jakiś czas, dopiero w późniejszych autor przedstawia sceny w pełni to potwierdzające. Wlad stał się wampirem w chwili własnej śmierci przez ścięcie toporem – z własnej woli wypił krew, zalegającą w kałużach wokół pieńka; przemiany dopełnia rozbicie krzyża ostrzem (Alucard jako człowiek prawdopodobnie był fanatycznym chrześcijaninem, czy wręcz krzyżowcem). Od tej „śmierci“ rozpoczął nowe, mordercze i sekretne życie – jako pierwszy wampir.
Sto lat przed rozpoczęciem się akcji Hellsing został pokonany przez dziadka swej pani, Abrahama van Hellsinga. Zarówno on, jak i jego syn, Arthur Hellsing, poddawali go eksperymentom, mającym na celu uczynienie z niego lojalnego sługi oraz prawdziwie nieśmiertelnego, niepokonanego – który posłużył do walki z innymi wynaturzeniami.
W 1944 roku wysłano go z młodym jeszcze Walterem do okupowanej wówczas Warszawy, gdzie zniszczyli eksperymentalną jednostkę Niemieckich SS-manów – Millenium – zajmującą się doświadczeniami na więźniach z obozów koncentracyjnych – oficjalnie później przyjmowanych przez świat jako bądź co bądź niehumanitarne, choć nienadprzyrodzone – w rzeczywistości mających doprowadzić do stworzenia żołnierza idealnego, nieśmiertelnego. Millenium stwierdziło, że do badań, z których niemal każde prowadzi do śmierci obiektu doświadczeń, doskonale nadadzą się jeńcy, Żydzi i Słowianie, katowani i zwożeni do obozów. Podczas szturmu i zniszczenia ośrodka, Alucard przyjmował formę małej dziewczynki – zwanej przez fanów Girlycard.
Po zakończeniu II Wojny Światowej sir Arthur doszedł do wniosku, iż jest zbyt ryzykownym używanie do walki wampira, zamyka więc sługę w lochach. Wiele lat później zostaje on uwolniony dzięki krwi jego 12-letniej córki, Integry Hellsing. Uznaje wtedy młodziutką dziedziczkę Hellsingów za swoją panią oraz ratuje jej życie, zabijając dybiącego na jej życie oraz spadek wuja.